# قدقود

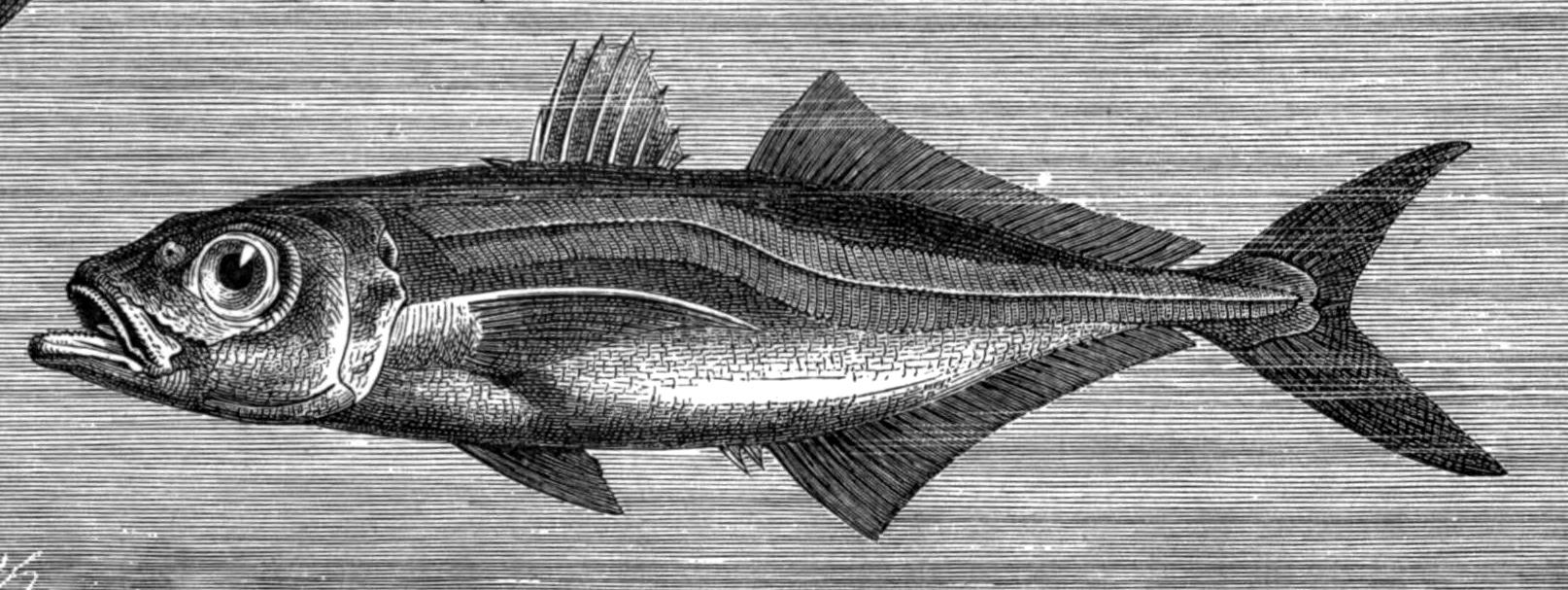
قدقود

قُدْقود أو إسْقُمريّ الخيل الأطلسي (بالإنجليزية: Atlantic horse mackerel)‏ ،(بالفرنسية: Saurel)‏ و (باللاتينية:  Trachurus trachurus) هو نوع من الأسماك يتبع فصيلة الشيميات .أسماء محلية: ساوريلا (في الجزائر)